# Valdemar Byskov
Valdemar Byskov Andreasen (født 25. januar 2005) er en dansk professionel fodboldspiller, der spiller som midtbanespiller for den danske klub FC Midtjylland.

## Professionel karriere
Byskov var et ungdomstalent fra Herning Fremad og Ikast FC, før han som 13-årig kom til FC Midtjylland. Den 24. februar 2020 underskrev han sin første professionelle kontrakt med Midtjylland. Han fik sin professionelle og seniordebut med Midtjylland som sen indskifter i en imponerende 5–1 Europa League sejr over storklubben Lazio den 15. september 2022.